# Batrachedra velox
Batrachedra velox là một loài bướm đêm thuộc họ Blastobasidae. Nó được tìm thấy ở Úc.